# Yevgueni Chiguishev
Yevgueni Alexandróvich Chiguishev –en ruso, Евгений Александрович Чигишев– (Novokuznetsk, URSS, 28 de mayo de 1979) es un deportista ruso que compitió en halterofilia.
Participó en dos Juegos Olímpicos de Verano, obteniendo una medalla de plata en Pekín 2008, en la categoría de +105 kg, y el quinto lugar en Sídney 2000.
Ganó dos medallas de plata en el Campeonato Mundial de Halterofilia, en los años 2005 y 2007, y seis medallas en el Campeonato Europeo de Halterofilia entre los años 2001 y 2010.

## Palmarés internacional
| Juegos Olímpicos   | Juegos Olímpicos            | Juegos Olímpicos  | Juegos Olímpicos |
| Año                | Lugar                       | Medalla           | Categoría        |
| ------------------ | --------------------------- | ----------------- | ---------------- |
| 2008               | Pekín (China)               | Medalla de plata  | +105 kg          |
| Campeonato Mundial |                             |                   |                  |
| Año                | Lugar                       | Medalla           | Categoría        |
| 2005               | Doha (Catar)                | Medalla de plata  | +105 kg          |
| 2007               | Chiang Mai (Tailandia)      | Medalla de plata  | +105 kg          |
| Campeonato Europeo |                             |                   |                  |
| Año                | Lugar                       | Medalla           | Categoría        |
| 2001               | Trenčín (Eslovaquia)        | Medalla de oro    | 105 kg           |
| 2003               | Lutraki (Grecia)            | Medalla de oro    | +105 kg          |
| 2005               | Sofía (Bulgaria)            | Medalla de plata  | +105 kg          |
| 2007               | Estrasburgo (Francia)       | Medalla de plata  | +105 kg          |
| 2008               | Lignano Sabbiadoro (Italia) | Medalla de bronce | +105 kg          |
| 2010               | Minsk (Bielorrusia)         | Medalla de oro    | +105 kg          |